# Pep Boys
A The Pep Boys: Manny, Moe & Jack (ou simplesmente Pep Boys) é uma rede de lojas autopeças e serviços mecânicos para automóveis fundada na Filadélfia, Pensilvânia, Estados Unidos em 1921.